# Humphrey Tonkin
Humphrey Richard Tonkin (2 de diciembre de 1939) es un profesor de inglés, presidente emérito de la Universidad de Hartford en Connecticut, y un activo esperantista. Nacido en Truro, Reino Unido, Tonkin tiene la doble ciudadanía británica y estadounidense.
Obtuvo su grado en la Universidad de Cambridge y su doctorado en la de Harvard. Sus especialidades académicas incluyen el Renacimiento inglés y Edmund Spenser, así como el uso de las lenguas internacionales.
Tonkin ha impartido clases en las universidades de Pensilvania, Oxford, Columbia, Potsdam (Nueva York). Desde 1989 fue rector de la Universidad de Hartford. Actualmente da clases sobre Shakespeare y Desarrollo de Teatro en la Universidad de Hartford.

## Actividad esperantista
Tonkin es muy conocido como dirigente del movimiento esperantista. 
Aprendió esperanto en 1956, y colaboró en el establecimiento de la asociación juvenil esperantista británica. De 1961 al 1971 fue dirigente de la Asociación Juvenil Esperantista Mundial, de la que fue presidente entre 1969 y 1971.
Durante el Congreso Universal de Esperanto de 1974, el Comité de la Asociación Universal de Esperanto le eligió presidente en sustitución de Ivo Lapenna. Permaneció en el cargo hasta 1980 y nuevamente entre 1986 y 1989. En el periodo 2001-2004 volvió a formar parte de la directiva como vicepresidente. Ha presidido también la Esperantic Studies Foundation y es miembro de pleno derecho de la Academia Internacional de Ciencias de San Marino.
Tonkin es uno de los editores de la revista "Language Problems and Language Planning". Ha escrito, redactado y traducido numerosos tratados de esperantología.